# Spittal an der Drau
Spittal an der Drau (slovinsky Špital ob Dravi) je okresní město v rakouské spolkové zemi Korutany v okrese Spittal an der Drau. Leží v západní části Korutan a je administrativním centrem stejnojmenného okresu. Sestává z katastrálních území Amlach, Edling, Großegg, Molzbichl, Olsach, Spittal a St. Peter-Edling. Žije zde přibližně 15 tisíc obyvatel.

## Geografie
Město leží mezi Lurnfeldem a Unteren Drautal. Od severu k jihu městem protéká řeka Lieser, která se vlévá do řeky Drávy, částečně na jižním břehu Millstätter See a pod vrchem Goldeck (2142 m n. m.).
Obec sousedí na severu s obcí Seeboden, severovýchodu s obcí Milstatt, na východě s obcí Ferndorf, na jihu s obcí Stockenboi, na západě s obcí Baldramsdorf a na severozápadě s obcí Lendorf.

## Historie
Ve 12. století hrabě Otto II. z Ortenburgu a jeho bratr Hermann z Ortenburgu založili kostel a Spittal (hospic) na pravém břehu řeky Lieser. První písemná zmínka pochází ze dne 11. dubna 1191 v listině salcburského arcibiskupa Adalberta. Hospic byl určen k péči o poutníky, kteří putovali na jih ze Salcburku přes průsmyk Katschberg.
V roce 1242 Spittal obdržel trhové právo. V roce 1408 získal výhradní právo vorařství a právo na přepravu železa z nedaleké obce Krems. Obyvatelé Gmündu museli železo nechat přepravit spittalery a nechat jej proclít. Obec byla zničena vpádem Turků do Korutan v roce 1478 a po jejím vyhoření v roce 1522 byla nemocnice postavena na východním břehu řeky Lieser, kde je nyní sídlo korutanské univerzity aplikovaných věd.
V roce 1524 získal hrabství Ortenburg šlechtic Gabriel von Salamanca, Španěl a oblíbenec Ferdinanda I. V roce 1533 byl postaven hrad Porcia (také Salamanka) ve španělském renesančním slohu.
V letech 1662–1918 vlastnil hrad rod Porciů, kteří jej obohatili o výzdobu, ale nenarušili původní architekturu. Ve dvou podlažích zámku se nachází muzeum lidového umění.
V období druhé světové války byl ve Spittalu válečný zajatecký tábor. Tuto dobu připomínají dvě hrobová pole nazývané ruské hřbitovy, kde jsou uloženy ostatky asi 6000 válečných zajatců a nuceně nasazených dělníků, kteří zemřeli v nelidských podmínkách zajateckého tábora. Po skončení druhé světové války bylo město obsazeno Brity se správou v Štýrském Hradci.

## Kultura a památky

### Stavby
- Schloss Porcia (hrad Porcia) je jednou z nejvýznamnějších renesančních staveb mimo Itálii
- Khevenhüller Stadtpalais – dnešní radnice
- Farní kostel z 13. století byl přestavěn v roce 1307 a znovu vysvěcen v roce 1311.[3]
- Schloss Rothenthurn (hrad Rothenthurn) z 11. století, přestavěn v 17. a 18. století
- Spitl – historická nemocnice, sídlo Technické univerzity v Korutanech

### Muzeum
- Muzeum lidové kultury je v hradu Porcia. Bylo založeno v roce1958 a s přibližně 20 000 exponáty z oblasti Horní Korutany je jednou ze čtyř největších folklorních sbírek v Rakousku.
- Svět železnic je největší rakouská soukromá modelová železnice.

### Akce
- Salamanca festival se koná každé dva roky
- Každý rok se konají divadelní hry na hradě Porcia
- Od roku 1964 se každoročně koná mezinárodní soutěžní sborový festival

## Politika

### Starostové
- 1956 do 1963: Hans Schober
- 1963 do 1978 Hanz Hatz
- 1978 do 1983: Franz Jamnig
- 1983 do 1997: Hellmuth Drewes
- 1997 do 2013: Gerhard Köfer
- 2013 do 2021: Gerhard Pirih
- od 2021 Gerhard Köfer[4]

## Osobnosti města
- Thomas Morgenstern (* 1986), skokan na lyžích

## Partnerská města
- Löhne, Německo, 1973 [5]
- Pordenone, Itálie, 1987
- Porcia, Itálie, 1987
- Gottschee, Slovinsko, 2014

## Galerie

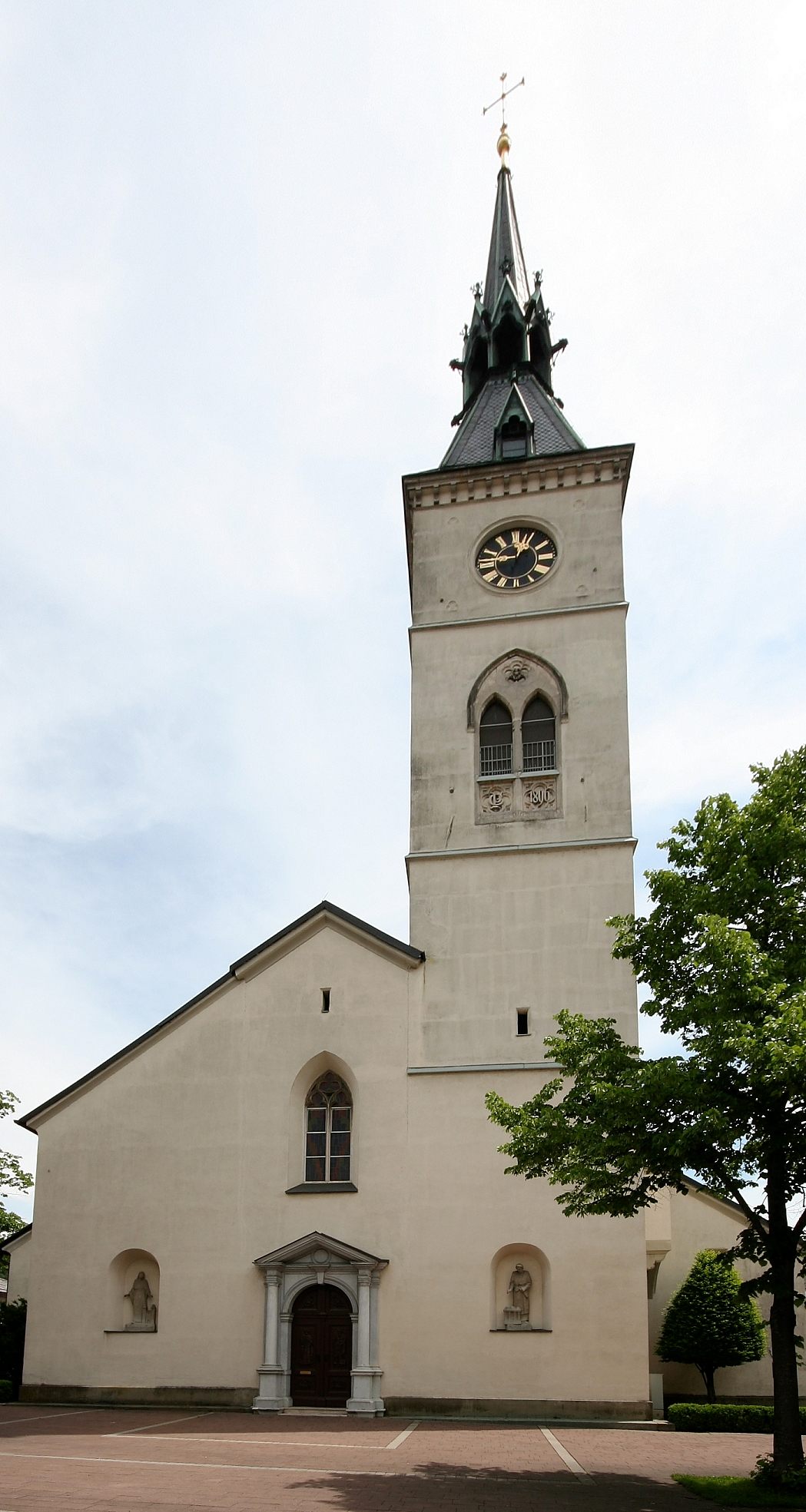
Farní kostel
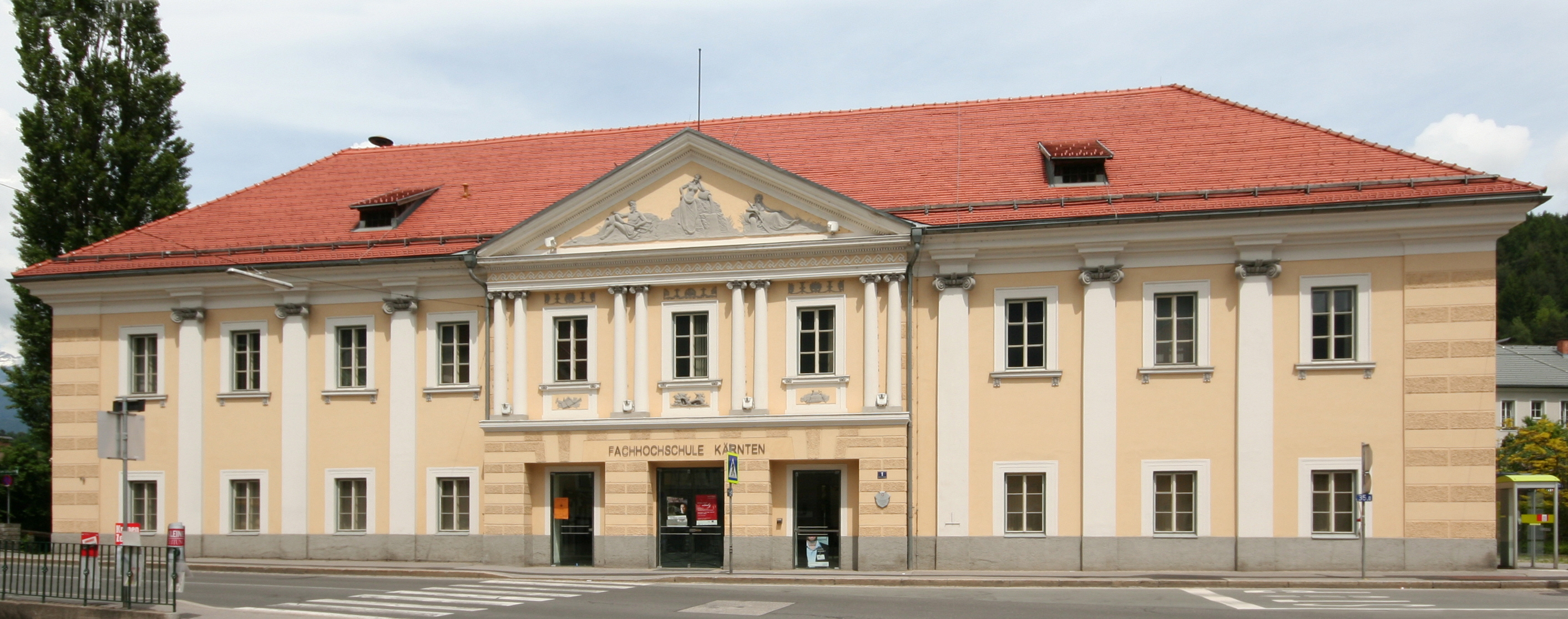
Spitl
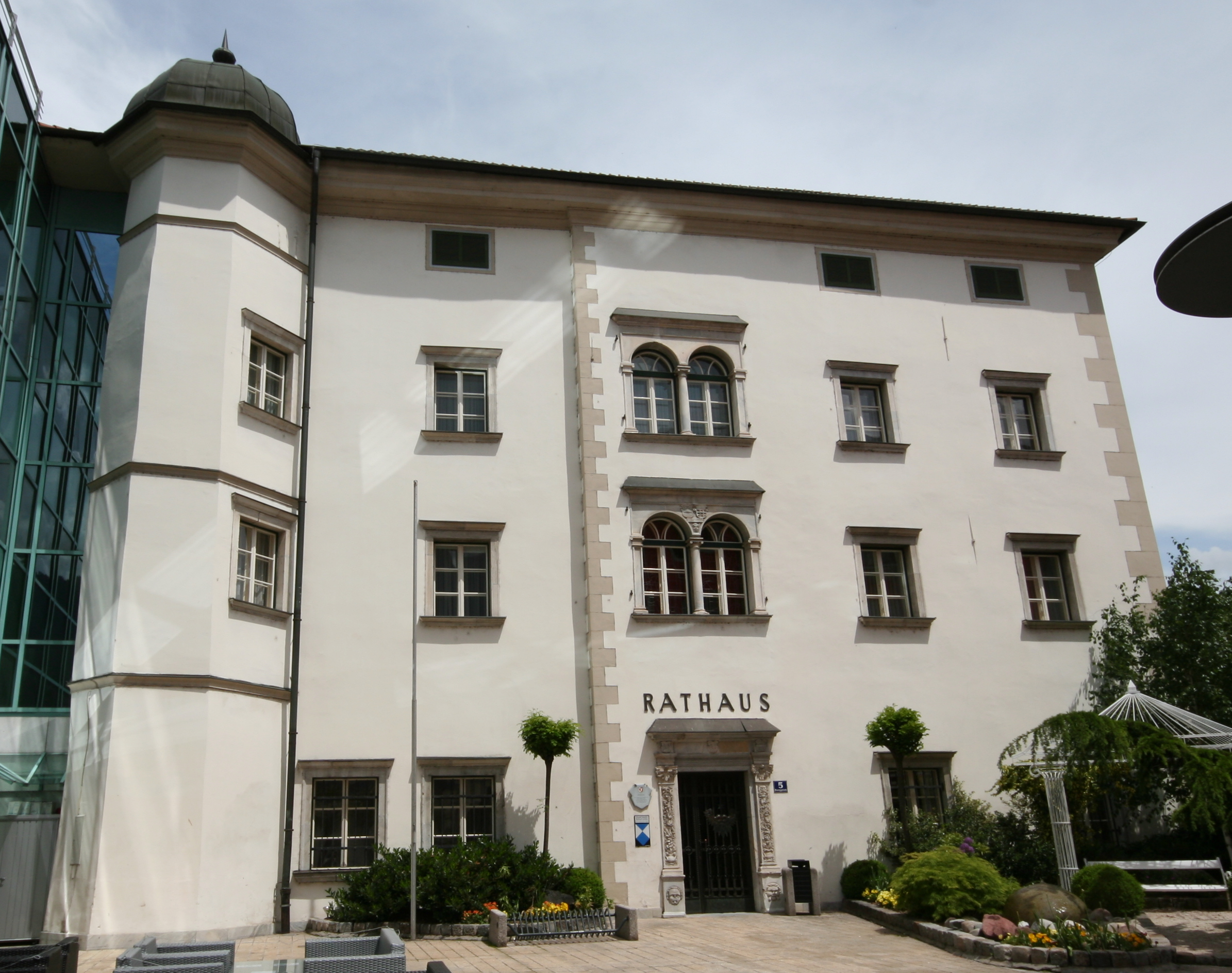
Radnice
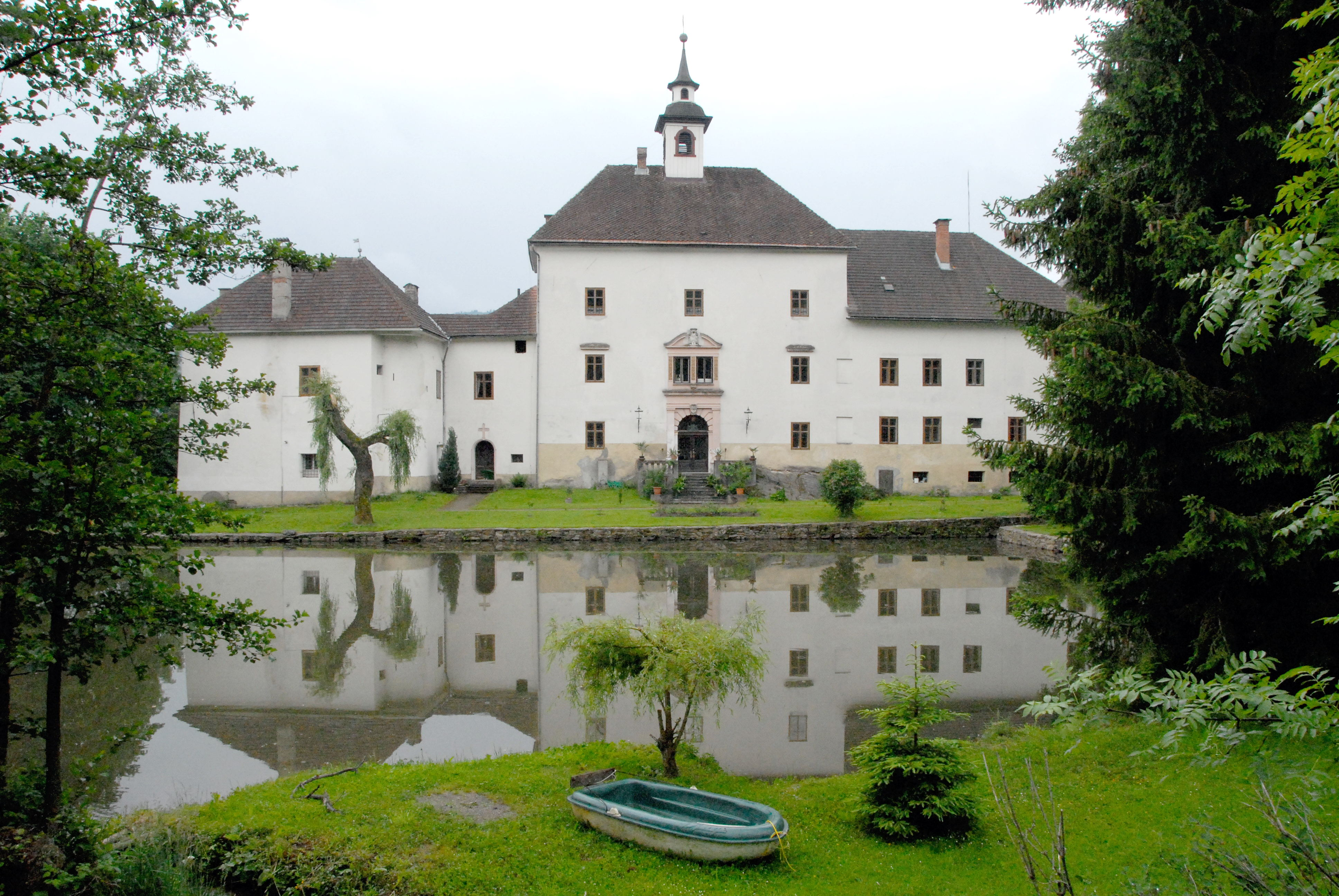
Hrad Rothenthurm
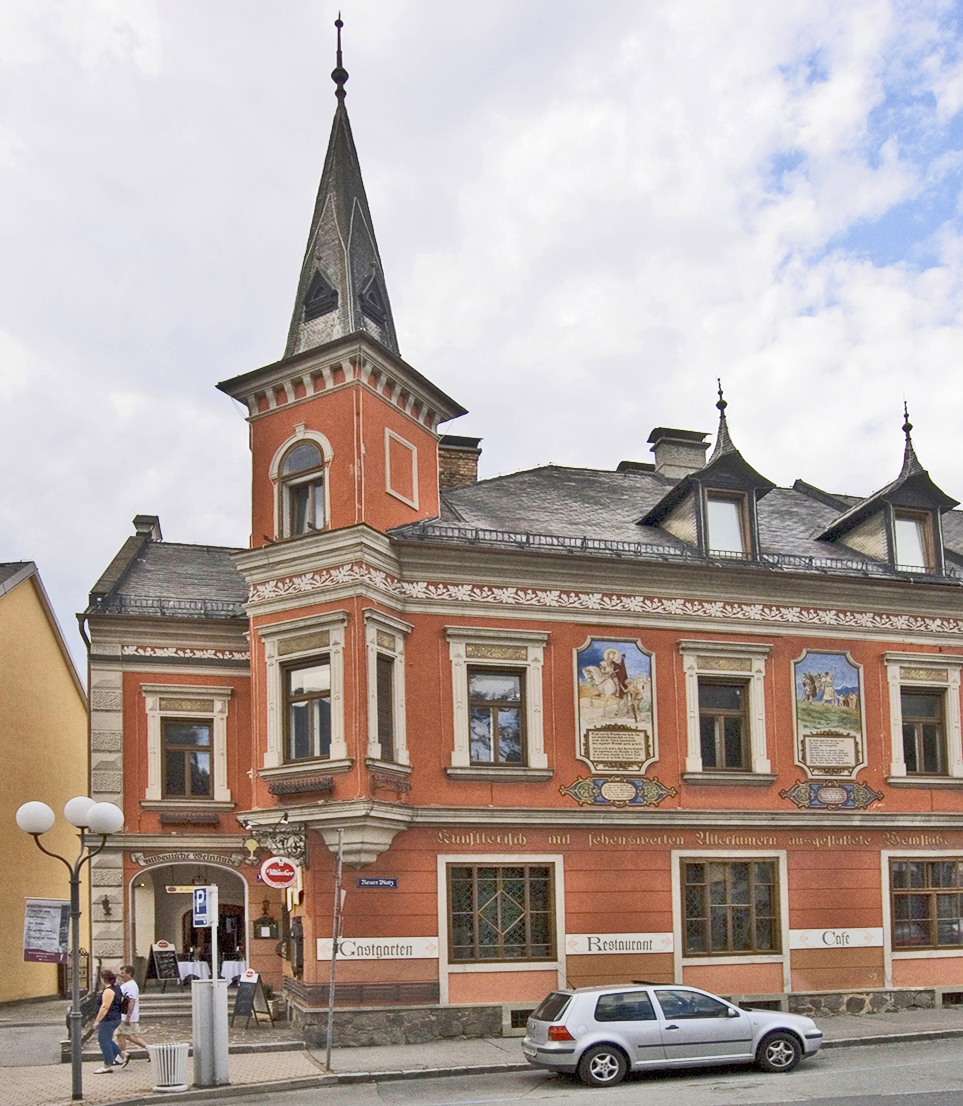
Historický hostinec
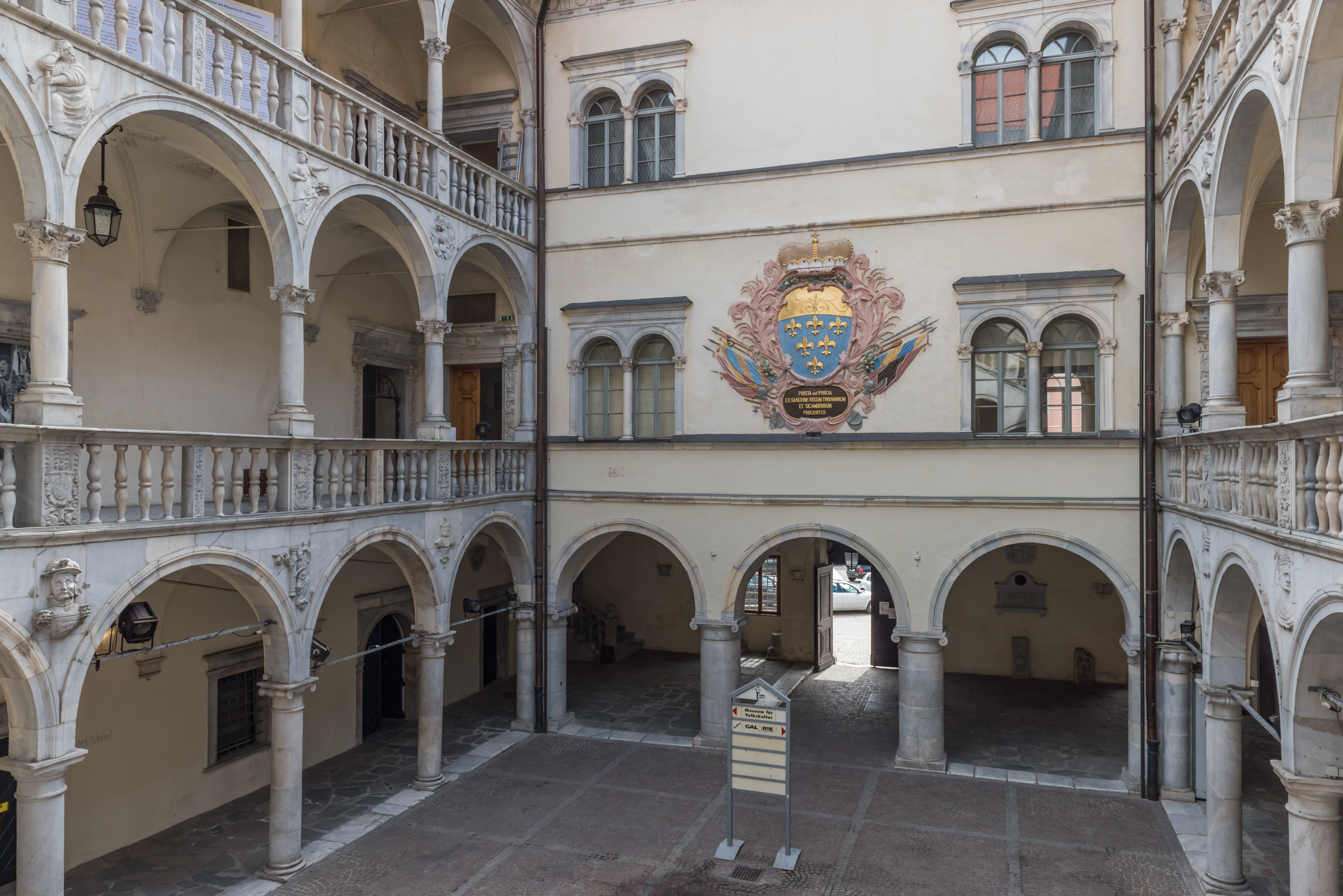
Arkády na hradě Porcia
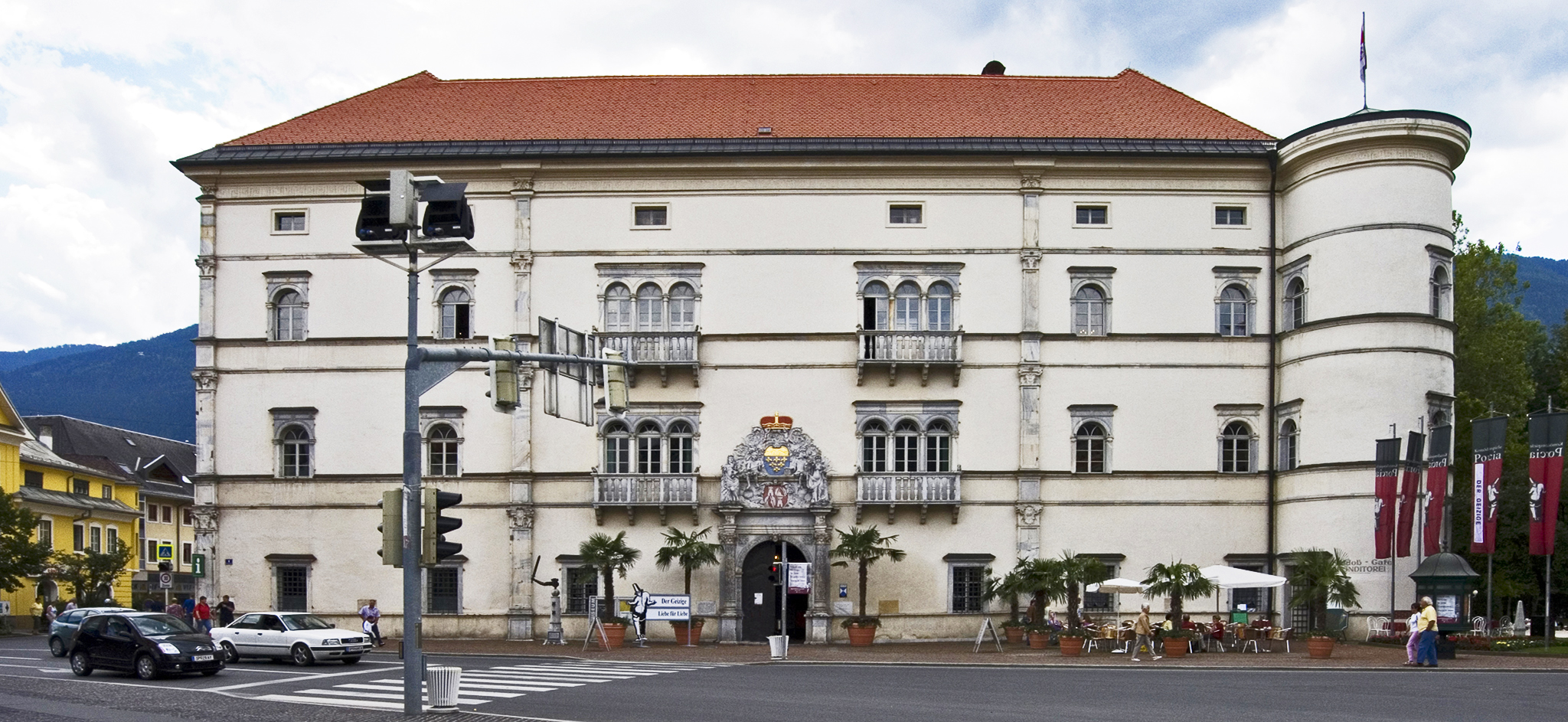
Hrad Porcia